# ATLAS Transformation Language
ATLAS Transformation Language（ATL）は、QVTの Request for Proposal を受けて INRIA が開発したモデル変換言語である。QVT は Object Management Group によるモデル変換の標準である。ATL は、文法的変換にも意味論的変換にも使える。ATL は、モデル変換用仮想機械上に構築されている。

## 実装
関連して、オープンソースの ATL 開発ツールキットプラグインが Eclipse Model-to-Model Transformation Project (EMP) から出ており、MOF QVT (Query/View/Transformation language) を実装している。こちらにある文書を参照されたい。変換のための大規模なライブラリが ATL Transformations にある。MOF QVT はモデル変換のためのドメイン固有言語である。Ecore、EMF、KM3（メタモデル記述のためのドメイン固有言語）などで記述されたモデルをサポートしている。ATL は MDR/NetBeans 上でも動作する。